# 8623 Johnnygalecki
A 8623 Johnnygalecki (ideiglenes jelöléssel (8623) 1981 EQ9) a Naprendszer kisbolygóövében található aszteroida. Schelte J. Bus fedezte fel 1981. március 1-jén.